# Negentiende amendement van de Grondwet van de Verenigde Staten

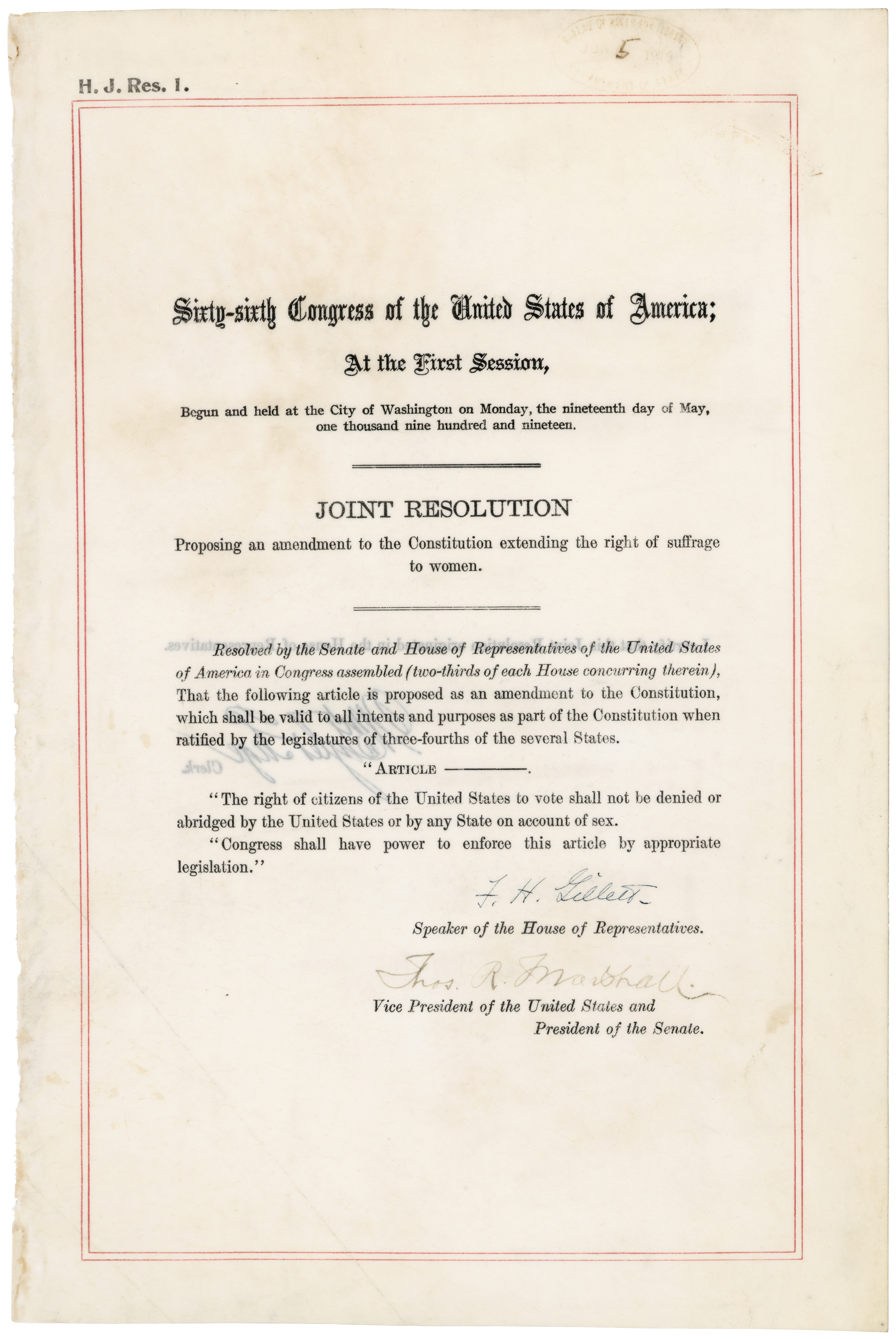
Negentiende amendement

Amendement XIX van de Grondwet van de Verenigde Staten werd kort na de Eerste Wereldoorlog ingevoerd. De clausule, die op 26 augustus 1920 officieel werd afgekondigd, handelt over het algemeen kiesrecht en staat ook vrouwen toe om te gaan stemmen. De tekst luidt als volgt:
Het recht van de burgers van de Verenigde Staten om te stemmen zal niet worden geweigerd of beperkt bij de Verenigde Staten of andere staten op basis van sekse. Het Congres heeft de mogelijkheid dit af te dwingen met gepaste wetgeving.

## Achtergrond
President Woodrow Wilson sprak op  9 januari 1918 zijn steun uit voor het amendement. Algemeen kiesrecht was al een discussiepunt sinds halverwege de 19e eeuw. Vanuit de vrouwenbeweging werd een krachtige lobby gevoerd om het kiesrecht ook voor vrouwen af te dwingen. Bij de Congresverkiezingen in 1918 riep de National Woman’s Party op om senatoren die tegen het voorstel waren weg te stemmen. Een dag na de instemming van Wilson werd het amendement besproken in het Huis van Afgevaardigden, maar de Senaat weigerde er tot oktober van dat jaar over te spreken. Een jaar later, op 21 mei 1919 ging het Huis van Afgevaardigden met 304 tegen 89 stemmen akkoord. De Senaat volgde op 4 juni 1919 met 56 tegen 25 stemmen.
Op 18 augustus 1920 ging het parlement van de staat Tennessee met een stem verschil akkoord. Daarmee was het de 36e staat die instemde met het amendement en daarmee was de drie vierde meerderheid die nodig was voor ratificatie, gehaald.

## Ratificatie
Nadat het Congres de wijziging op 4 juni 1919 had voorgesteld, moesten volgens artikel 5 van de grondwet minstens 36 van de toenmalige 48 staten het amendement goedkeuren om de grondwet te wijzigen.
1. Wisconsin (10 juni 1919)
2. Illinois (16 juni 1919)
3. Michigan (16 juni 1919)
4. Kansas (16 juni 1919)
5. New York (16 juni 1919)
6. Ohio (16 juni 1919)
7. Pennsylvania (24 juni 1919)
8. Massachusetts (25 juni 1919)
9. Texas (28 juni 1919)
10. Iowa (3 juli 1919)
11. Missouri (3 juli 1919)
12. Arkansas (28 juli 1919)
13. Montana (2 augustus 1919)
14. Nebraska (2 augustus 1919)
15. Minnesota (8 september 1919)
16. New Hampshire (10 september 1919)
17. Utah (2 oktober 1919)
18. Californië (1 november 1919)
19. Maine (5 november 1919)
20. North Dakota (1 december 1919)
21. South Dakota (4 december 1919)
22. Colorado (15 december 1919)
23. Kentucky (6 januari 1920)
24. Rhode Island (6 januari 1920)
25. Oregon (13 januari 1920)
26. Indiana (16 januari 1920)
27. Wyoming (27 januari 1920)
28. Nevada (7 februari 1920)
29. New Jersey (9 februari 1920)
30. Idaho (11 februari 1920)
31. Arizona (12 februari 1920)
32. New Mexico (21 februari 1920)
33. Oklahoma (28 februari 1920)
34. West Virginia (10 maart 1920)
35. Washington (22 maart 1920)
36. Tennessee (18 augustus 1920)
37. Connecticut (14 september 1920)
38. Vermont (8 februari 1921)
39. Delaware (6 maart 1923 na het afgewezen te hebben 2 juni 1920)
40. Maryland (29 maart 1941 na het afgewezen te hebben op 24 februari 1920)
41. Virginia (21 februari 1952, na het afgewezen te hebben op 12 februari 1920)
42. Alabama (8 september 1953, na het afgewezen te hebben op 22 september 1919)
43. Florida (13 mei 1969)
44. South Carolina (1 juli 1969, na het afgewezen te hebben op 28 januari 1920)
45. Georgia (20 februari 1970, na het afgewezen te hebben op 24 juli 1919)
46. Louisiana (11 juni 1970, na het afgewezen te hebben op 1 juli 1920)
47. North Carolina (6 mei 1971)
48. Mississippi (22 maart 1984, na het afgewezen te hebben op 29 maart 1920)